# Dragacz (Świecie)
Dragacz (deutsch Dragaß) ist ein Dorf im Powiat Świecki der polnischen Woiwodschaft Kujawien-Pommern. Es ist Sitz der gleichnamigen Landgemeinde. Es hatte im Jahr 2011 etwa 650 Einwohner.

## Geographische Lage
Das Dorf liegt im historischen Westpreußen am linken Ufer der Weichsel, etwa 23 Kilometer nordwestlich der Stadt Świecie (Schwetz) und 55 Kilometer nördlich der Stadt Thorn.

## Geschichte

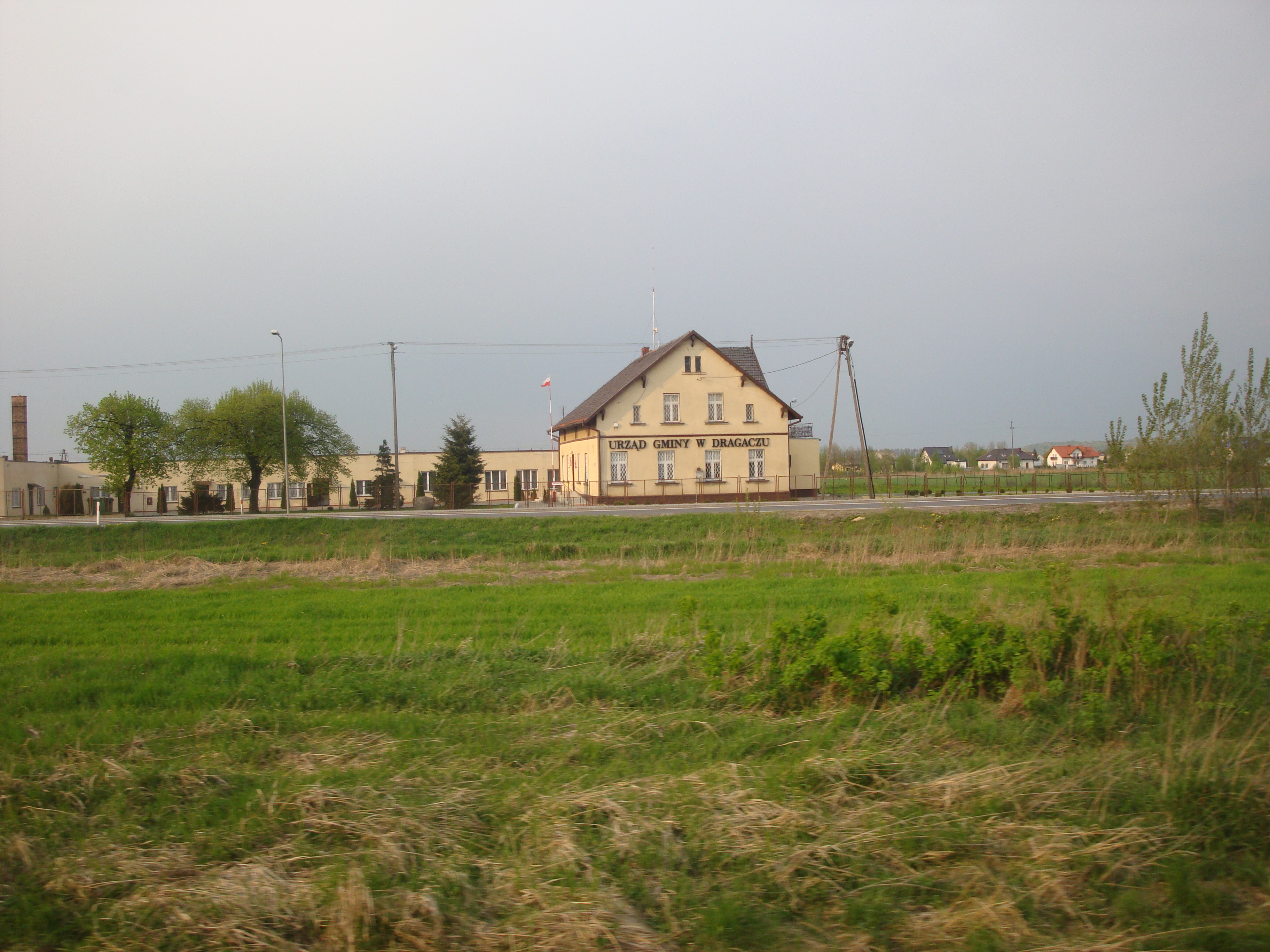
Gemeindehaus

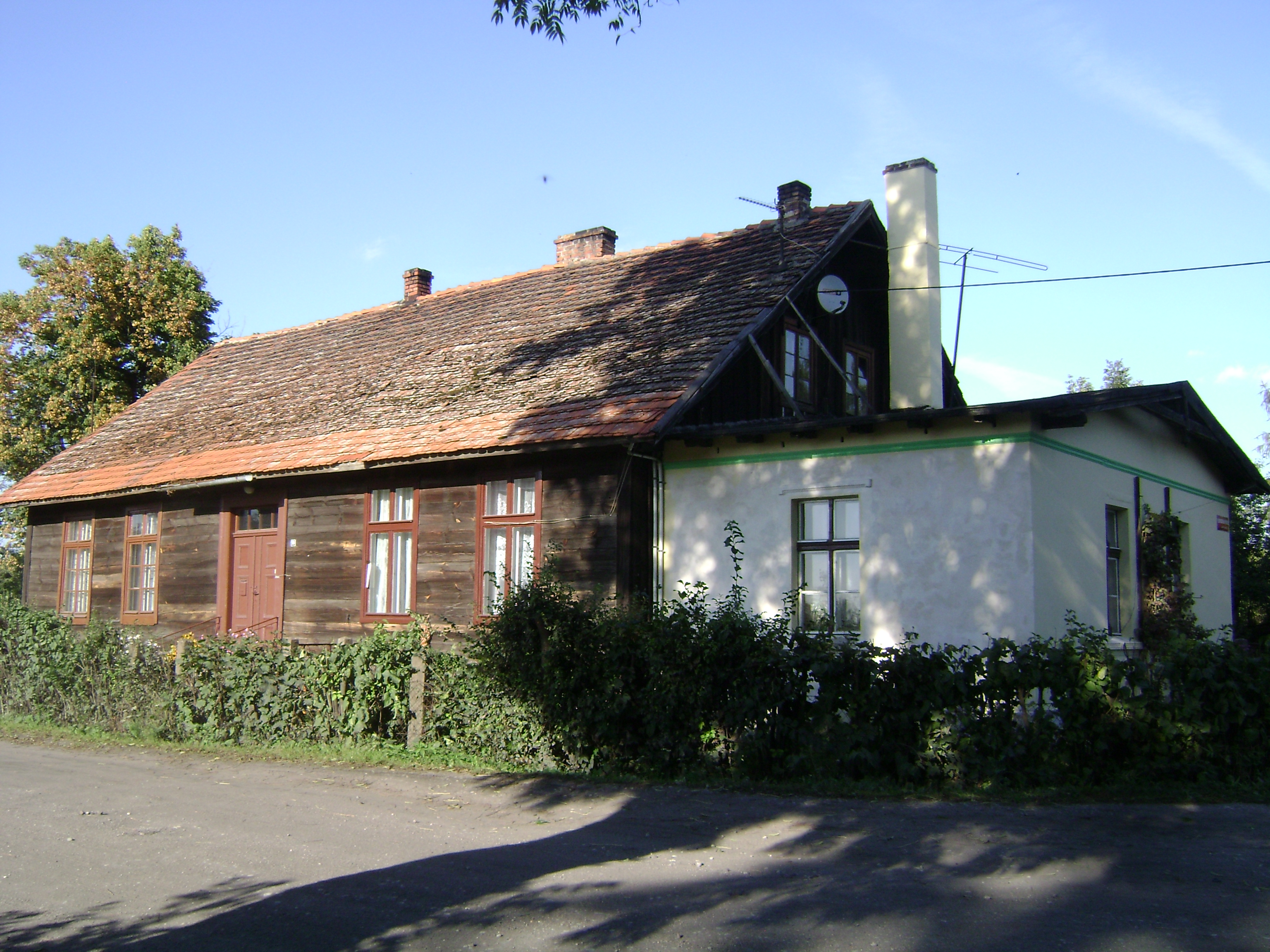
Ziegelgedeckte Holzkate der Mennoniten-Siedlung aus dem Jahr 1740 (Aufnahme 2012)

Ältere Schreibweisen des Dorfnamens sind Tragosz (1595), Tragos  (1623), Tragosch (1624),  Tragoss (1632), Dragas (1671), Tragasc (1706) und Dragass (seit 1740). Im 19. Jahrhundert war Dragaß ein königliches Dorf mit einer evangelischen Schule.
Im Sommer 1595 war den Dorfbewohnern das Recht verbrieft worden, nach Belieben Produkte aller Art auf dem Wasserweg über die Weichsel verfrachten zu dürfen. Seit 1623 war das mit Mennoniten besetzte Dorf von Kriegssteuern und vom militärischen Einquartierungszwang ausgenommen. Eine Überschwemmung infolge eines vierfachen Dammbruchs bei Dragaß 1651 fügte der Landwirtschaft hier großen Schaden zu und kostete auch Menschenleben. Wegen dieser Katastrophe wurde das Dorf am 17. Oktober 1651 von allen Abgaben und Lasten befreit. Im Jahr 1689 wurde ein 1683 von den Ortschaften Dragaß und Lubin gegen den Pfarrer von Lubin wegen unterlassener Dammreparatur angestrengter Prozess zu deren Gunsten entschieden.  In einem zweiten Prozess mit demselben Geistlichen setzten die beiden Ortschaften am 22. April 1689 ihre Forderung durch, an ihn nicht den Dezem entrichten zu müssen.
Die Region hatte seit 1466 zum autonomen Königlich Preußen gehört, das sich vom Deutschen Orden losgesagt und freiwillig unter den Schutzschirm der Polnischen Krone begeben hatte, und war im Zuge der ersten Teilung Polens an Preußen gekommen.
Von 1918  bis zum Ende des Ersten Weltkriegs gehörte das Dorf Dragaß zum Kreis Schwetz im Regierungsbezirk Marienwerder der preußischen Provinz Westpreußen des Deutschen Reichs. Aufgrund der Bestimmungen des Versailler Vertrags musste das Kreisgebiet mit dem Dorf 1920 zum Zweck der Einrichtung des Polnischen Korridors an die Zweite Polnische Republik abgetreten werden.
Während des Zweiten Weltkriegs war die Region mit dem Dorf von der deutschen Wehrmacht besetzt und gehörte seit 1939 völkerrechtswidrig zum Reichsgau Danzig-Westpreußen im Regierungsbezirk Bromberg. Soweit die deutschen Einwohner nicht vor Kriegsende geflohen waren, wurden sie nach 1945 vertrieben.

### Demographie
| Jahr | Einwohnerzahl | Anmerkungen |
| ---- | ------------- | --- |
| 1773 | 335           | lutherische Bewohner |
| 1818 | 529           | [ 3 ] |
| 1852 | 510           | [ 4 ] |
| 1864 | 533           | davon 431 Evangelische und 44 Katholiken, 54 Privatwohnhäuser                                                                                 |
| 1910 | 489           | am 1. Dezember, darunter 362 Evangelische, 60 Katholiken, keine Juden, 55 Sonstige (465 mit deutscher und zwölf mit polnischer Muttersprache) |

## Gemeinde
Zur Landgemeinde (gmina wiejska) Dragacz gehören zwölf Dörfer mit einem Schulzenamt (solectwo).